# Зета (государство)
Зе́та (серб. Зета / Zeta) — историческая область, средневековое  государство (княжество), располагавшееся на территории современной Черногории. Название получило от реки Зета.

## Этимология
Зета — название средневекового славянского государства, известного с IX по XI век под названием Дукля. C XII века это государство в византийских хрониках называлось Зетой (по правому притоку реки Морачи). Зета впервые упоминается византийским историком Кекавменом около 1080 года. Средневековая Зета была разделена на две части: Верхнюю и Нижнюю, границы между которыми точно не установлены. Вероятно, Верхняя Зета занимала горные районы Приморья от окрестностей Котора до восточного берега Скадарского берега; а Нижняя Зета — район от Скадарского озера до морского побережья. При Балшичах Нижняя Зета доходила до южного побережья Которского залива. В 1376 году в документах Дубровника впервые появилось название Черногория, которое постепенно вытеснило старое название Зеты. Современно название Зета означает депрессию на юге Черногории, расположенную между Подгорицей и Скадарским озером, в районе реки Циевны.

## История
Около 1189 года Дуклянское княжество было полностью поглощено государством Рашка, возглавляемым династией Неманичей. С тех пор территория княжества, вскоре получившая название Зета, управлялась ближайшими родственниками правителя Рашки, превратившегося затем в Сербское королевство. Зета стала независимой в 1356 году в ходе постепенного распада царства Стефана Душана. Во главе Зеты встала династия Балшичей, носивших титул «господарь». После смерти Балши III в 1421 году Сербская деспотия и Венецианская республика разделили его владения.
К 1451 году в условиях войны между Сербской деспотией и Венецией власть над территорией Зеты перешла к местному феодалу Стефану Черноевичу. В 1452 году Стефан был вынужден признать себя вассалом Венецианской республики. В 1455 году турки-османы вторглись в Сербию и захватили территорию к югу от Западной Моравы, тем самым отрезав Зету от центра Сербской деспотии.
В 1496 году территорию Зеты оккупировала османская армия под командованием Фериз-бея. Князь Георгий IV Черноевич бежал в венецианскую Будву. Захватив Зету, турки-османы признали Стефана II Черноевича номинальным князем Зеты, однако отныне сами собирали налоги с местного населения. В 1499 году Фериз-бей официально присоединил территорию Зеты к своему Скадарскому санджаку. По приказу Фериз-бея заподозренный в связях с венецианцами Стефан Черноевич прибыл в Шкодер, где был заключен в тюрьму.

## Правители

### Неманичи
| Портрет | Имя                | Правление               | Титул                     | Примечания                    |
| ------- | ------------------ | ----------------------- | ------------------------- | ----------------------------- |
|         | Вукан II           | 1195 — 1208             | «Король Дукли и Далмации» | Сын Стефана Немани            |
|         | Джордже II         | 1208 — 1216 1241 — 1243 | «Король Дукли и Далмации» | Сын Вукана II                 |
|         | Стефан Радослав    | 1222 — 1228             | Жупан Зеты                | Сын Стефана Первовенчанного   |
|         | Стефан Владислав I | 1243 — 1264/81          | «Король Приморья»         | Сын Стефана Первовенчанного   |
|         | Елена              | ? — ?                   |                           | Вдова Стефана Уроша I         |
|         | Стефан Урош III    | после 1299—1309         | Жупан Зеты                | Сын Стефана Уроша II Милутина |
|         | Стефан Константин  | 1316 — 1321             | Король Зеты               | Сын Стефана Уроша II Милутина |